# Oľchovyj
Oľchovyj je dlouhodobě nečinná pleistocenní až holocenní skupina sypaných kuželů převážně čedičového složení, nacházející se v jižní části kamčatského poloostrova na východě Ruska. Rozkládá se zhruba 25 km severně od stratovulkánu Ksudač v linii orientované ve směru severovýchod–jihozápad. Východní a jižní okraj pole ohraničují řeky Pravaja Chodutka a Zapadnaja Chodutka. 